# Pluft, o Fantasminha (1962)
Pluft, o Fantasminha é um filme infantil brasileiro de 1962, dirigido por Romain Lesage e baseado na peça de teatro homônima de Maria Clara Machado. Protagonizado por Dirce Migliaccio, o filme relata a aventura do fantasminha Pluft, que se torna amigo de uma menina humana e tenta salvá-la das mãos de um temido pirata. Conta ainda com as atuações de Ira Etz, Kalma Murtinho, Nelson Dantas e Arrelia no elenco, além das participações especiais de Vinicius de Moraes e Tom Jobim.

## Enredo
Baseado na peça teatral homônima escrita por Maria Clara Machado, Pluft (Dirce Migliaccio) é um encantador e amigável fantasminha que se torna um grande companheiro de Maribel (Ira Etz). Nesta história, a doce e gentil menina é capturada pelo temível pirata Perna de Pau e escondida na casa deserta, onde Pluft reside. Determinado a resgatar a menina, o fantasminha fará de tudo para salvá-la.

## Elenco
- Dirce Migliaccio como Pluft
- Kalma Murtinho como Fantasma
- Nelson Dantas como Fantasma/Humano
- Ira Etz como Maribel
- Arrelia como o Taberneiro
- Zélia de Matos como Fantasma

###### Os Piratas Antigos
- Benito Rodrigues
- Fábio Sabag
- Haroldo Costa
- Renato Consorte
- Waldir Maia

###### Outros Piratas
- Jorge Leão Teixeira
- João Sérgio Nunes
- Geraldo Casé
- Eugênio Hirsch
- Edgar Paranhos

###### Demais Personagens
- Emilio de Matos
- Afonso Veiga
- Norma Blum
- Agildo Ribeiro
- Germano Filho
- Carlos Murtinho
- Carlos Augusto Nem
- Dulcinéia de Souza
- Don Rossé Cavaca
- Fred Amaral
- Ivan Junqueira
- Maria Esmeralda
- Procópio Mariano
- Rubens Corrêa
- Yan Michalskyi

###### Participações Especiais
- Vinícius de Moraes
- Tom Jobim
- Paulo Mendes Campos
- Lúcio Rangel
- Raymundo Nogueira
- Sérgio Porto
- Otelo Caçador
- Sérgio Ricardo

## Produção
Pluft, o Fantasminha foi o primeiro longa-metragem brasileiro a cores processado inteiramente em laboratórios brasileiros. As filmagens foram realizadas em eastmancolor nos estúdios da produtora Cinecastro. O laboratório responsável pela finalização do filme foi o Rex Filme, de São Paulo, com o trabalho do técnico Oswaldo Cruz Kemeni. O filme foi o segundo longa de ficção dirigido pelo cineasta franco-brasileiro Romain Lesage (1924 —1996). Foi produzido por Frei Pedro Secondi. A coordenação geral e assistência de direção foi comandada por Nello Vanin. A direção de fotografia foi comandada por Armando Cavalcanti de Albuquerque.

## Lançamento
O filme teve seu lançamento nas salas de cinema do Brasil a partir de 20 de agosto de 1962, com disitribuição da França Filmes do Brasil.

## Recepção

### Prêmios e indicações
Pluft, o Fantasminha recebeu o Prêmio Saci, em 1964, e o Primeiro Prêmio no Festival Infantil de Santa Bárbara, Estados Unidos, em 1966.

## Trilha Sonora
A trilha sonora de Pluft, o Fantasminha é assinada por Tom Jobim. Os efeitos musicais utilizados no filme são de Remo Usai. O filme apresenta cenas musicais com as canções "Morreu no Mar" e "A Menina Maribel", compostas originalmente por Maria Clara Machado para a peça de teatro, e "Canção dos Piratas", musicalizada por Tom Jobim a partir da letra de Romain Lesage, na voz de Sérgio Ricardo e com coro de Dante Martinez.